# Dětkovice (okres Prostějov)
Obec Dětkovice se nachází v okrese Prostějov v Olomouckém kraji. Žije zde 541 obyvatel.

## Název
Na vesnici bylo přeneseno původní pojmenování jejích obyvatel Dětkovici nebo Dědkovici, které bylo odvozeno od osobního jména Dětek nebo Dědek (z písemných záznamů, v nichž se obě podoby střídají, nelze s určitostí zjistit) a znamenalo "Dětkovi/Dědkovi lidé".

## Historie
První písemná zmínka o obci pochází z roku 1355. Původní název od vl. jména Dědek nebo Dětek-Dětmar-Dětřich.

## Obyvatelstvo

### Struktura
Vývoj počtu obyvatel za celou obec i za jeho jednotlivé části uvádí tabulka níže, ve které se zobrazuje i příslušnost jednotlivých částí k obci či následné odtržení.
| Místní části   | Místní části   | 1869 | 1880 | 1890 | 1900 | 1910 | 1921 | 1930 | 1950 | 1961 | 1970 | 1980 | 1991 | 2001 | 2011 |
| -------------- | -------------- | ---- | ---- | ---- | ---- | ---- | ---- | ---- | ---- | ---- | ---- | ---- | ---- | ---- | ---- |
| Počet obyvatel | část Dětkovice | 616  | 670  | 663  | 629  | 670  | 641  | 617  | 557  | 556  | 542  | 497  | 471  | 448  | 533  |
| Počet domů     | část Dětkovice | 108  | 135  | 142  | 145  | 148  | 148  | 152  | 158  | 162  | 158  | 141  | 179  | 179  | 198  |

## Pamětihodnosti
- Kaple svaté Anny v obci
- Kaplička svaté Anny Na Padělkách nad Plánivou